# 擬鰻尾䲁
擬鰻尾鳚（学名：Parenchelyurus hepburni），又名龜鳚、狗鰷，为輻鰭魚綱鳚形目鳚科龜鳚屬下的一个种，分布於印度太平洋區，從馬達加斯加到美屬薩摩亞, 北至琉球群島, 南至澳洲大堡礁海域，深度1至4公尺，本魚體長橢圓，稍側扁，體黑褐色，散布白點，背鰭硬棘11-12枚、背鰭軟條18-20枚、臀鰭硬棘2枚、臀鰭軟條20-23枚，體長可達4.5公分，棲息在沿海潮間帶，以藻類、碎屑和小型無脊椎動物為食，生活習性不明。